# Morti dovute al disastro di Černobyl'
Il disastro di Černobyl', considerato il peggior incidente nucleare della storia, si è verificato il 26 aprile 1986 presso la centrale nucleare di Černobyl' nella Repubblica Socialista Sovietica Ucraina, allora parte dell'Unione Sovietica, oggi in Ucraina. Dal 1986, non si è ancora raggiunto un consenso per quanto riguarda il bilancio totale delle vittime del disastro; come hanno evidenziato la rivista medica a revisione paritaria The Lancet e altre fonti, rimane oggetto di discussione.
Esiste un consenso sul fatto che un totale di circa 30 uomini siano morti per l'esplosione e per la malattia acuta da radiazione (ARS) rispettivamente nei secondi o nei mesi dopo il disastro, con 60 in totale nei decenni successivi, comprendendo i successivi casi di cancro indotto dalle radiazioni. Tuttavia, vi è un notevole dibattito su una stima precisa del numero di morti a causa degli effetti a lungo termine sulla salute; le stime di morti a lungo termine vanno da 4.000 (secondo le conclusioni del 2005 e del 2006 di un consorzio congiunto delle Nazioni Unite) per le persone più esposte in Ucraina, Bielorussia e Russia, a 16.000 in totale per tutte le persone esposte nell'intero continente europeo, con cifre fino a 60.000 se si includono gli effetti relativamente piccoli in tutto il mondo. Tali numeri si basano sul discusso modello lineare senza soglia.
Questo problema epidemiologico senza soglia non è unico di Černobyl' e allo stesso modo rende difficile stimare l'inquinamento di basso livello da radon, l'inquinamento atmosferico e l'esposizione alla luce solare naturale. Non è possibile determinare con precisione il rischio elevato o il numero totale di decessi da dosi molto basse, e sebbene valori più alti potrebbero essere rilevabili, valori bassi non sono abbastanza statisticamente significativi per la scienza empirica e si prevede che rimangano inconoscibili.

## Differenze tra i conteggi dei morti diretti o a breve termine
Inizialmente, il bilancio stilato dall'Unione Sovietica delle vittime direttamente causate dal disastro di Černobyl' comprendeva solo i due lavoratori che si trovavano nella centrale nucleare al momento dell'esplosione del reattore. Tuttavia, alla fine del 1986, i funzionari sovietici hanno aggiornato il conteggio ufficiale a 30, tenendo conto della morte di altri 28 lavoratori dell'impianto e primi soccorritori nei mesi successivi all'incidente. Nei decenni successivi all'incidente, molti ex funzionari sovietici e alcune fonti occidentali avevano anche determinato un totale di 30 vittime dirette.
Nel 2006, sono state avanzate numerose accuse secondo cui la cifra ufficiale di 31 morti dirette omette altri traumi e morti per ARS confermate nello stesso periodo. In risposta, il Comitato scientifico delle Nazioni Unite per lo studio degli effetti delle radiazioni ionizzanti (UNSCEAR) ha riesaminato la questione, e ha menzionato ulteriori morti per trauma o per ARS direttamente attribuibili al disastro, come un medico e un giornalista che erano arrivati poco dopo l'esplosione del reattore, e l'equipaggio di un elicottero di liquidatori che nell'ottobre 1986 morirono nel tentativo di versare sulla centrale una miscela di acetato decontaminante. Pertanto, il bilancio delle vittime direttamente causate dall'incidente salì a 54, con stime di altri gruppi che andavano da 49 a 59. Da allora, diverse agenzie delle Nazioni Unite hanno adottato 54 come conteggio ufficiale delle morti a breve termine direttamente attribuibili al disastro.
Da parte loro, alcuni evacuati sopravvissuti delle aree ora incluse nella zona di alienazione e nella Riserva radioecologica statale di Polesie sostengono che il bilancio ufficiale delle vittime dirette dell'incidente esclude morti per traumi e per ARS a cui essi stessi affermano di aver assistito nelle settimane e nei mesi successivi all'esplosione del reattore. In risposta, le agenzie costituenti delle Nazioni Unite, tra cui l'Agenzia internazionale per l'energia atomica (IAEA o AIEA) e il Chernobyl Forum, smentiscono queste affermazioni degli sfollati bollandole come disinformazione, "leggende metropolitane" o radiofobia.

## Dibattito sui rapporti 2005 e 2006 delle Nazioni Unite
Nell'agosto 1986, alla prima conferenza internazionale sul disastro di Černobyl', l'AIEA stabilì, ma non rese ufficiale, una cifra di 4.000 morti come numero totale di morti previste a lungo termine dall'incidente. Nel 2005 e nel 2006, un gruppo congiunto delle Nazioni Unite e dei governi di Ucraina, Bielorussia e Russia, riconoscendo le continue domande scientifiche, mediche, sociali e pubbliche sul bilancio delle vittime dell'incidente che era emerso nel corso degli allora 20 anni dal disastro - ha lavorato per stabilire un consenso internazionale sugli effetti dell'incidente tramite una serie di rapporti che hanno raccolto 20 anni di ricerca per portare le stime ufficiali precedenti dell'ONU, dell'AIEA e dell'Organizzazione mondiale della sanità (OMS) di un totale di 4.000 morti dovute al disastro malattie correlate nelle "popolazioni di Černobyl' maggiormente esposte".
Tuttavia, come un rapporto speciale dell'aprile 2006, pubblicato sulla rivista scientifica Nature, ha spiegato dettagliatamente in risposta, l'accuratezza e la precisione del bilancio di 4.000 vittime, previsto dal gruppo congiunto in seno alle Nazioni Unite, sono state immediatamente contestate, con molti degli stessi scienziati, medici e consorzi biomedici il cui lavoro era stato citato che affermavano che il gruppo misto aveva male interpretato il proprio lavoro.
Altri hanno anche trovato difetti nei risultati del gruppo congiunto guidato dalle Nazioni Unite nel corso degli anni successivi alla loro pubblicazione iniziale, sostenendo che la cifra di 4.000 è troppo bassa; tra questi si annoverano l'Union of Concerned Scientists, i liquidatori superstiti di Černobyl', gli sfollati di Černobyl' e Pryp"jat' e di altre aree ora incluse nella Zona di esclusione di Černobyl' e nella Riserva radioecologica statale di Polesie; inoltre gruppi ambientalisti come Greenpeace, e molti degli scienziati e medici ucraini e bielorussi che hanno studiato e curato evacuati e liquidatori trasferiti nel corso dei decenni successivi all'incidente.

## Mortalità dei liquidatori

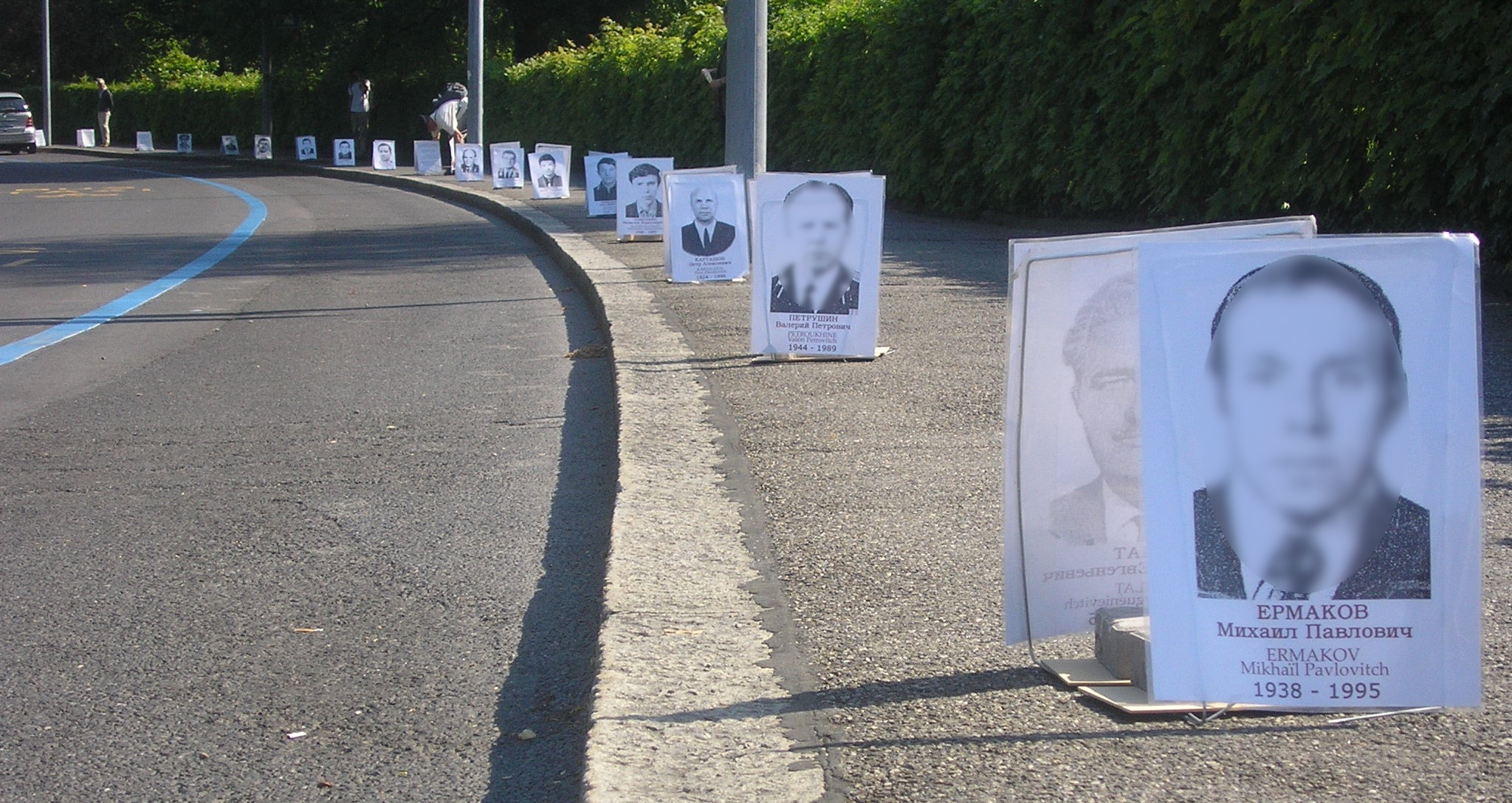
I ritratti dei liquidatori deceduti usati per una protesta antinucleare a Ginevra

Il tasso di mortalità incerto e discusso dei liquidatori di Černobyl' è un fattore importante nella mancanza di consenso circa un preciso bilancio delle vittime del disastro di Černobyl'. In seguito al disastro stesso, l'Unione Sovietica organizzò uno sforzo per stabilizzare e isolare l'area del reattore, ancora inondata di radiazioni, utilizzando gli sforzi di circa 600.000 "liquidatori" reclutati o arruolati da tutta l'Unione Sovietica.
Dagli anni '90, quando la declassificazione dei registri dei liquidatori selezionati ha spinto alcuni partecipanti diretti a parlare pubblicamente, alcuni di coloro coinvolti direttamente negli sforzi di pulizia dei liquidatori hanno affermato che diverse migliaia di liquidatori sono morti a seguito della pulizia. Altre organizzazioni affermano che le morti totali dei liquidatori a seguito dell'operazione di pulizia potrebbero essere almeno 6.000.
La Commissione nazionale per la protezione dalle radiazioni dell'Ucraina ha contestato la stima di 6.000 come troppo alta, sostenendo che un bilancio delle vittime correlate alla pulizia della centrale di 6.000 avrebbe superato le morti confermate dei liquidatori per tutte le altre cause, inclusa la vecchiaia e gli incidenti automobilistici, durante il periodo in questione. Al contrario, i rappresentanti del Centro nazionale di ricerca per la medicina delle radiazioni di Kiev, dell'Unione dei liquidatori di Černobyl' e il Programma di protezione dalle radiazioni dell'OMS sostengono che sia le condizioni pericolose in cui hanno lavorato i liquidatori sia la segretezza con cui l'Unione Sovietica ha nascosto gli sforzi altamente classificati di pulizia del disastro non solo impediscono di scartare la stima di 6000 vittime tra i liquidatori ma indicano anche che tale stima potrebbe essere troppo bassa.
Da parte loro, alcuni liquidatori sopravvissuti a Černobyl' hanno sostenuto pubblicamente sin dalla declassificazione di ulteriori documenti all'inizio degli anni 2000 che i documenti ufficiali e le valutazioni burocratiche non riflettono l'intera portata delle richieste dei liquidatori di decessi correlati a disastri. Esempi di tali affermazioni includono i commenti dei liquidatori sopravvissuti nel documentario vincitore del Prix Italia 2006, The Battle of Chernobyl, così come i commenti di Valerij Starodumov nel documentario ucraino del 2011 Chornobyl.3828, che racconta il lavoro di Starodumov e degli altri liquidatori e discute gli effetti a lungo termine sulla loro vita e salute.

## Malattie a lunga latenza
Le questioni relative all'identificazione e al monitoraggio delle malattie a lunga latenza hanno presentato un altro ostacolo al raggiungimento del consenso sulle morti oltre alle vittime immediate direttamente attribuibili all'esplosione iniziale del reattore e al successivo ARS. Negli anni successivi all'incidente, le morti ritardate e post-disastro dovute a tumori solidi, leucemia e altre malattie a lunga latenza che potrebbero essere attribuibili al rilascio di detriti radioattivi dall'incidente sono rimaste una preoccupazione costante. Tuttavia, gli standard semplificati, i metodi e gli sforzi di ricerca sostenuti necessari per individuare, monitorare e calcolare tali decessi per malattie a lunga latenza sono rimasti carenti, con conseguenti lacune nei dati e stime divergenti. (C'è consenso per una sola forma di effetto fisiologico a lungo termine: il cancro alla tiroide in coloro che hanno consumato iodio radioattivo da bambini. Di quelli nella coorte esposta che hanno sviluppato tumori della tiroide, la percentuale di tumori attribuibili all'incidente di Černobyl' è stimata tra il 7% e il 50%.)
Affrontando le malattie a lunga latenza in un rapporto del 2008 ampiamente citato, l'AIEA ha riaffermato la sua conclusione dell'agosto 1986 (inizialmente raggiunta alla prima conferenza internazionale sull'incidente—un evento chiuso alla stampa e ai cittadini osservatori—e ufficializzata nel 2005 e nel 2006) di una previsione di 4.000 morti premature a causa del disastro. L'AIEA ha basato questa cifra di 4.000 sulla sua stima di un aumento del 3% dei tumori nelle regioni circostanti la centrale, adottandola per la prima volta alla conferenza del 1986 dopo aver respinto la previsione di 40.000 decessi che il chimico (e capo-investigatore della commissione ufficiale sovietica) Valerij Legasov stimò sulla base della ricerca del suo team.
In termini legali di risarcimento e pagamento, entro il 2005, il governo ucraino stava fornendo benefici ai superstiti a 19.000 famiglie "a causa della perdita di un capofamiglia la cui morte era ritenuta probabilmente correlata all'incidente di Černobyl'"; nel 2019, questa cifra era salita a 35.000 famiglie. Entro il 2016, alcuni medici ucraini e bielorussi incaricati di curare un gran numero di ex liquidatori nei decenni successivi all'incidente chiedevano studi più completi e sollecitavano l'AIEA a rivedere al rialzo il bilancio stimato di decessi causati da malattie a lunga latenza, sostenendo che i loro stessi dati indicano un tasso di mortalità dell'ex liquidatore di diverse migliaia all'anno a causa di malattie legate al disastro.
Greenpeace ha previsto fino a un milione di morti in eccesso legate al cancro a causa del disastro. Il Chernobyl Forum, l'OMS e altre agenzie internazionali non accettano questo numero.

## Discussioni sulla metodologia
L'uso di metodi diversi e controversi per identificare e calcolare le morti, comprese le morti attese dovute a malattie a lunga latenza, ha anche contribuito all'ampio intervallo delle stime del bilancio delle vittime del disastro di Černobyl'. Come ha ricordato nelle interviste l'ex capo dell'AIEA Hans Blix, tale disaccordo sui vari metodi di tabulazione, e la conseguente discrepanza del numero di morti, sono stati un pilastro degli sforzi per stimare le vittime totali del disastro sin dai primi tentativi delle autorità internazionali di stabilire un consensuale bilancio delle vittime.
In effetti, alla riunione dell'agosto 1986 della prima conferenza internazionale sul disastro, l'AIEA ridusse la stima dei decessi del capo-investigatore sovietico Valerij Legasov da 40.000 a 4.000, criticando l'uso da parte di Legasov di un modello statistico basato sui dati sulle radiazioni dei bombardamenti atomici di Hiroshima e Nagasaki. (L'AIEA per venti anni, dal dibattito metodologico sulla conferenza del 1986, ha affermato come stima approssimativa 4000 decessi, prima di unirsi ad altre agenzie delle Nazioni Unite nel 2005 e nel 2006 per fare di 4.000 la stima ufficiale dell'ONU.). Analogamente, alcune stime teoriče dei decessi provocati dalla catastrofe sono contestate in quanto si basano su modelli contestati come il modello lineare senza soglia (LNT) o l'ormesi per confrontare i tassi di cancro stimati del disastro con i tassi di base di cancro.
Eppure, anche il numero di morti stimato che ha riconosciuto e tentato di mitigare tali dibattiti metodologici ha prodotto un corpo di stime divergenti, tra cui la conclusione del 2011, basata sul modello LNT dell'Unione degli scienziati interessati, di 27.000 morti a causa dell'incidente; il bilancio delle vittime da 93.000 a 200.000 che Greenpeace ha ipotizzato dal 2006; e Chernobyl: Consequences of the Catastrophe for People and the Environment (pubblicato nel 2007 da affiliati russi degli Annals of the New York Academy of Sciences, ma senza l'esplicita approvazione del NYAS che stima 985.000 morti premature a causa della radioattività rilasciata dall'incidente.

## Resoconti degli sfollati sopravvissuti
Dal 1986, i funzionari sono stati inclini a scartare, in quanto opinioni inesatte e inesperte, le affermazioni di alcuni sopravvissuti della zona di esclusione di Černobyl' e della Riserva radioecologica statale di Polesie. Essi affermano che le morti dovute al disastro da loro osservate non si riflettono nei registri e nei conteggi ufficiali. Ad esempio, le autorità hanno a lungo etichettato come "leggenda metropolitana" le affermazioni di alcuni sfollati di Pripyat riguardanti alti tassi di mortalità tra i concittadini che si sono radunati su un ponte ferroviario - il cosiddetto "Ponte della morte" - per guardare il fuoco del reattore esploso, e la colonna, di color blu elettrico, di aria ionizzata nel mezzo di ricadute nucleari visibili la notte dell'incidente. Questo non è mai stato dimostrato, e almeno un testimone sopravvissuto ha detto di essere stato sul ponte quella notte e di essere in salute.
In effetti, alcune autorità hanno sostenuto che il trauma psicologico post-disastro - a volte caratterizzato come radiofobia o etichettato come un aspetto mentale della raccolta di sintomi post-incidente che alcuni medici chiamano "sindrome di Černobyl'" - ha portato alcuni ex residenti della regione circostante l'impianto ad attribuire all'incidente delle morti basandosi solo su prove aneddotiche. In questo senso, il Chernobyl Forum, la World Nuclear Association (WNA) e altri gruppi ipotizzano un aumento dei problemi psicologici tra coloro che sono stati esposti alle radiazioni del disastro, dovuto in parte alla scarsa comunicazione degli effetti delle radiazioni, all'interruzione del loro modo di vivere, e al trauma che circonda la dissoluzione dell'Unione Sovietica.
In risposta, alcuni ex residenti della regione che ora comprende la zona di esclusione di Černobyl' e la riserva radioecologica statale di Polesie, tra cui Ljubov' Sirota, poetessa ucraina ed evacuata da Prip"jat', nella sua poesia del 1995 intitolata "Radiophobia", in Chernobyl Poems, e il suo libro di memorie del 2013, The Pripyat Syndrome denuncia tali interrogativi sulla psicologia e sul discernimento dei sopravvissuti come sforzi per respingere e delegittimare sia l'esperienza a lungo termine degli impatti letali del disastro dichiarata dagli sfollati, sia le accuse di questi circa gli effetti tangibili e continuativi effetti sulla loro salute fisica. Nella sua poesia del 1988, "They Did Not Register Us (To Vasily Deomidovič Dubodel)", Sirota ha affrontato quello che considera il fallimento delle autorità locali e internazionali nel riconoscere le morti degli sfollati della zona di esclusione, dovute a malattie a lunga latenza causate dal disastro, e il fallimento nel raggiungere un consenso sul modo migliore per contare e studiare queste morti. Ha scritto:
Ancora più controverso, alcuni sfollati sopravvissuti della zona di esclusione di Černobyl' e della riserva radioecologica statale di Polesie hanno problemi con il fatto che le agenzie delle Nazioni Unite bollano come disinformazione, "leggenda metropolitana" o radiofobia le affermazioni di alcuni sfollati che durante le settimane e i mesi immediatamente successivi all'incidente, hanno assistito a più decessi legati al disastro dovute a traumi e malattie da radiazioni che, secondo loro, non si riflettono nei registri ufficiali. Ad esempio, Nikolaj Kalugin, uno sfollato di un villaggio ora incluso nella Riserva radioecologica statale di Polesie in Bielorussia, ha affermato a Newsweek nel maggio 2019 che sua figlia è morta nelle settimane successive all'incidente a causa di quelli che secondo lui erano casi locali non registrati di malattia da radiazioni:
D'altra parte, le Nazioni Unite e alcuni prominenti studiosi del disastro, continuano a non prendere in considerazione queste morti che secondo alcuni sfollati sono avvenute subito dopo l'incidente a causa delle radiazioni provenienti da quest'ultimo, ritenendo le affermazioni degli sfollati errate o da attribuire a radiofobia.

## Elenco ufficiale delle morti dirette
Le 31 persone elencate nella tabella seguente sono quelle la cui morte l'Unione Sovietica ha incluso nel suo elenco ufficiale - rilasciato nella seconda metà del 1986 - di vittime direttamente attribuibili al disastro.
- Aleksandr Fëdorovič Akimov
- Anatolij Ivanovič Baranov
- Vjačeslav Stepanovič Bražnik
- Degtjarenko, Viktor Mychajlovič
- Vasilij Ivanovič Ignatenko
- Eaterina Aleksandrovna Ivanenko
- Valerij Il'ič Chodemčuk
- Viktor Nikolaevič Kibenok
- Juriyj Ivanovič Konoval
- Aleksandr Gennadievič Kudrjavcev
- Anatolij Charlampijovič Kurguz
- Aleksandr Grigor'evič Lelečenko
- Viktor Ivanovič Lopatijuk
- Klavdija Ivanovna Luzganova
- Aleksandr Vasiliovič Novik
- Ivan Lukič Orlov
- Kostjantyn Grigorovič Perčuk
- Valerij Ivanovič Perevozchenko
- Georgi Illiaronovič Popov
- Vladimir Pavlovič Pravik
- Viktor Vasil'evič Proskurjakov
- Vladimir Ivanovič Savenkov
- Anatolij Ivanovič Šapovalov
- Vladimir Nikolaevič Šašenok
- Anatolij Andreevič Sitnikov
- Leonid Petrovič Teljatnikov
- Vladimir Ivanovič Tišura
- Nikolaj Ivanovič Titenok
- Leonid Fëdorovič Toptunov
- Nikolai Vasil'evič Vaščuk
- Jurij Anatol'evič Veršinin

## Annotazioni
1. ↑  Secondo l'Organizzazione mondiale della sanità, l'Unione Sovietica rilasciò 600000 certificati ai liquidatori di Černobyl', facendo di 600000 la cifra più citata dei numeri totali. Tuttavia, appaiono altre cifre di 240000, 350000, 500000, 750000 e 800000 in resoconti basati su fonti secondarie della campagna di cleanup successiva al disastro.
2. ↑  From "Statement on Annals of the New York Academy of Sciences volume entitled Chernobyl: Consequences of the Catastrophe for People and the Environment": "[The] Annals of the New York Academy of Sciences volume Chernobyl: Consequences of the Catastrophe for People and the Environment ... does not present new, unpublished work, nor is it a work commissioned by the NYA. The expressed views of the authors, or by advocacy groups or individuals with specific opinions about the Annals Chernobyl volume, are their own. Although the NYAS believes it has a responsibility to provide open forums for discussion of scientific questions, the Academy has no intent to influence legislation by providing such forums. The Academy is committed to publishing content deemed scientifically valid by the general scientific community, from whom the Academy carefully monitors feedback."